# 王虛白
王虛白（16世紀—17世紀），字若谷，號清曙，山東兗州府東平州汶上縣人，明朝政治人物。

## 生平
王虛白是萬曆四十六年（1618年）舉人，崇禎四年（1631年）成進士，吏部观政，六年任洋縣知县，七年考察，补任丘知县，十年补長垣知縣，在三地都有惠政；十一年陞刑部广西司主事，调工部都水司主事，十二年升虞衡司員外郎、郎中，外任廬州知府，代理安廬道事。他為諸生時已經學德兼備，得學政獎勵；任官時則愛民養士，各縣和廬州府都有生祠，死後入祀鄉賢祠。

## 引用
1. ↑  《崇祯四年辛未科进士三代履历》：王虚白，清曙，诗三房，庚子七月初四日生。汶上人，戊午二十一，會二百六十七，三甲二百二十九名。吏部政，壬申授洋县知县，甲戌考察，补任丘县，丁丑补长垣县，戊寅升刑部广西司主事，戊寅调工部都水司主事，己卯升虞衡司员外，外升庐州知府，庚辰拾遗。曾祖质。祖信。父邦傑，儒官。
2. 1 2  康熙《續汶上縣志·卷三》：王虛白，字若谷，萬曆戊午舉人，崇禎辛未進士，歷任陝西洋縣，直隸任　（丘）、長垣，三縣俱有惠政；行取工部主事，歷員外、郎中，授江南廬州府知府，兼攝安廬道事。公為諸生時學德兼備，本學舉優行，學憲以儒業優行獎之；居官則以愛民養士為心，歷任不移，各縣及廬州府皆有生祠，誠鄉良之士、國之循吏也，崇祀鄉賢。